# کاستایک (کالیفرنیا)
کاستایک (به انگلیسی: Castaic) یک منطقهٔ مسکونی در ایالات متحده آمریکا است که در شهرستان لس‌آنجلس، کالیفرنیا واقع شده‌است. کاستایک ۱۸٫۸۵۱ کیلومتر مربع مساحت و ۱۹٬۰۱۵ نفر جمعیت دارد و ۳۹۰٫۱۵ متر بالاتر از سطح دریا واقع شده‌است.